# Bacuma fumipennis
Bacuma fumipennis är en stekelart som beskrevs av Peter Cameron 1906. Bacuma fumipennis ingår i släktet Bacuma och familjen bracksteklar. Inga underarter finns listade. Arten förekommer i Sydafrika.